# 이 세상 살아가다 보면
《이 세상 살아가다 보면》은 20세기 발표된 이문세의 노래이다.